# The Lonely Road (1923)
The Lonely Road is een Amerikaanse dramafilm uit 1923 onder regie van Victor Schertzinger. Destijds werd de film in Nederland uitgebracht onder de titel Haar eenzame weg. De film is wellicht zoekgeraakt.

## Verhaal
Betty Austin wil graag carrière maken in de grote stad, maar ze geeft haar dromen op voor Warren Wade. Al spoedig blijkt dat hij nauwelijks tijd heeft voor Betty. Bovendien wordt ze voortdurend op de vingers gekeken door haar schoonmoeder. Betty loopt van huis weg en ze trekt in bij haar vriendin Leila Mead, die als carrièrevrouw in de grote stad woont. Zo maakt ze kennis met dokter Devereaux. Warren treft hen samen aan en hij dwingt Betty om terug naar huis te komen. Als hun zoon ziek wordt, neemt Betty hem mee naar dokter Devereaux. Warren gelooft dat zijn vrouw hem weer verlaten heeft.

## Rolverdeling
| Acteur              | Personage        |
| ------------------- | ---------------- |
| Katherine MacDonald | Betty Austin     |
| Orville Caldwell    | Warren Wade      |
| Kathleen Kirkham    | Leila Mead       |
| Eugenie Besserer    | Martha True      |
| William Conklin     | Dokter Devereaux |
| James Neill         | Billy Austin     |
| Frank Leigh         | Stewart Bartley  |
| Charles K. French   | Hiram Wade       |
| Stanley Goethals    | Zoon             |